# Джигме Ринпоче
Джигме Ринпоче е будистки учител (лама) от школата Карма Кагю на тибетския будизъм и автор на будистка литература. Роден е през 1949 година в семейството на Шестнадесетия Кармапа Рангджунг Ригпе Дордже, като негов племенник и брат на Четиринадесетия Шамарпа Мифам Чьокий Лодро. Шестнадесетият Кармапа определя лама Джигме Ринпоче за свой представител в Европа. Възлага му изграждането и развитието на шедра (будистки университет), библиотека, център за медитационно уединение (ретритен център) и манастир към Дагпо Кагю Линг в Дордон, Франция, където понастоящем Ринпоче е официален представител на Седемнадесетия Кармапа Тринли Тайе Дордже и глава на манастира.
След китайската инвазия в Тибет Кармапа, заедно с още много други будистки учители, сред които и младият Джигме Ринпоче, бяга в Индия. В щата Сиким Кармапа изгражда своето главно седалище, манастира Румтек. Там Ринпоче се обучава интензивно и получава множество учения и приемствености както от Шестнадесетия Кармапа, така и от други учители. 
През седемдесетте години на 20 век Кармапа започва активността си на Запад и още при първото посещение в Европа избира Дагпо Кагю Линг в южна Франция за свой основен център на Запад и определя Джигме Ринпоче за свой представител, подпомаган от Гендюн Ринпоче и Паво Ринпоче.
През 2012 година в добавка към активното пътуване и преподаване, Седемнадесетият Кармапа Тринли Тайе Дордже определя Джигме Ринпоче за генерален секретар на линията за целия свят.